# Neolarnaudia
Neolarnaudia là một chi cua nước ngọt trong họ Cua núi (Potamidae) thuộc phân họ Potamiscinae được tìm thấy ở Việt Nam. Hiện nay, loài này là thiếu dữ liệu liên quan đến tình trạng Danh sách đỏ của IUCN về các loài bị đe dọa.

## Các loài
Hiện hành chi này gồm các loài sau đây:
- Neolarnaudia botti Türkay & Naiyanetr, 1987
- Neolarnaudia phymatodes (Kemp, 1923)